# 綜藝總動員
《綜藝總動員》是中華電視公司（華視）大型綜藝節目，王鈞製作，是台灣電視史上第一個台灣海峽兩岸（台灣－中國大陸）連線的綜藝節目，另外也連線新加坡、馬來西亞、香港、澳門等。詹森雄指揮華視大樂隊擔任伴奏。1990年2月1日21點30分開播，1995年7月24日停播。

## 歷代主持人
第一任：方芳芳、曹蘭。

第二任：徐乃麟、曹蘭（因方芳芳跳槽台視主持玫瑰之夜，所以華視宣布徐乃麟、曹蘭將主持綜藝總動員）。

第三任：曹蘭（徐乃麟因某些原因離開綜藝總動員的主持崗位，華視宣布將由曹蘭獨自主持該節目，因此也取消了對岸連線單元）。

## 單元

### 方芳芳、徐乃麟、曹蘭時期
〈對岸連線〉（此節目僅有本單元）
曹蘭、方芳芳時期，為曹蘭在台北市、方芳芳在北京市以人造衛星視訊連線主持，開場標題動畫播放主題曲：「熱情空中現，《綜藝總動員》！」每集開場，首先方芳芳說「北京的朋友你們好！台灣的朋友你們好！歡迎收看《綜藝總動員》，熱情空中現！喲呼！」，緊接著就逕入兩岸訪談、對話、唱歌評分等；而徐乃麟、曹蘭則是兩人都待在台北市，並請另一國家的當紅明星做連線。

### 曹蘭時期
曹蘭獨自主持時期並無命名單元，只有單調的訪談、讓藝人打歌，宣傳電影、專輯、即將或已播出的華視節目。5個月後，在7月24日宣布停播。

## 外部連結
- 曹蘭維基百科
- 華視歷代節目列表維基百科
- 曹蘭、徐乃麟主持片段（1994年） （页面存档备份，存于）

| 華視休閒頻道 星期六、日下午不定時 | 華視休閒頻道 星期六、日下午不定時 | 華視休閒頻道 星期六、日下午不定時 |
| --------------------------------- | --------------------------------- | --------------------------------- |
|                                   | 綜藝總動員 （2008年 - 2011年）    |                                   |
| 連環泡                            | 超級星期天                        |                                   |